# Landschaftsschutzgebiet Hartigsee

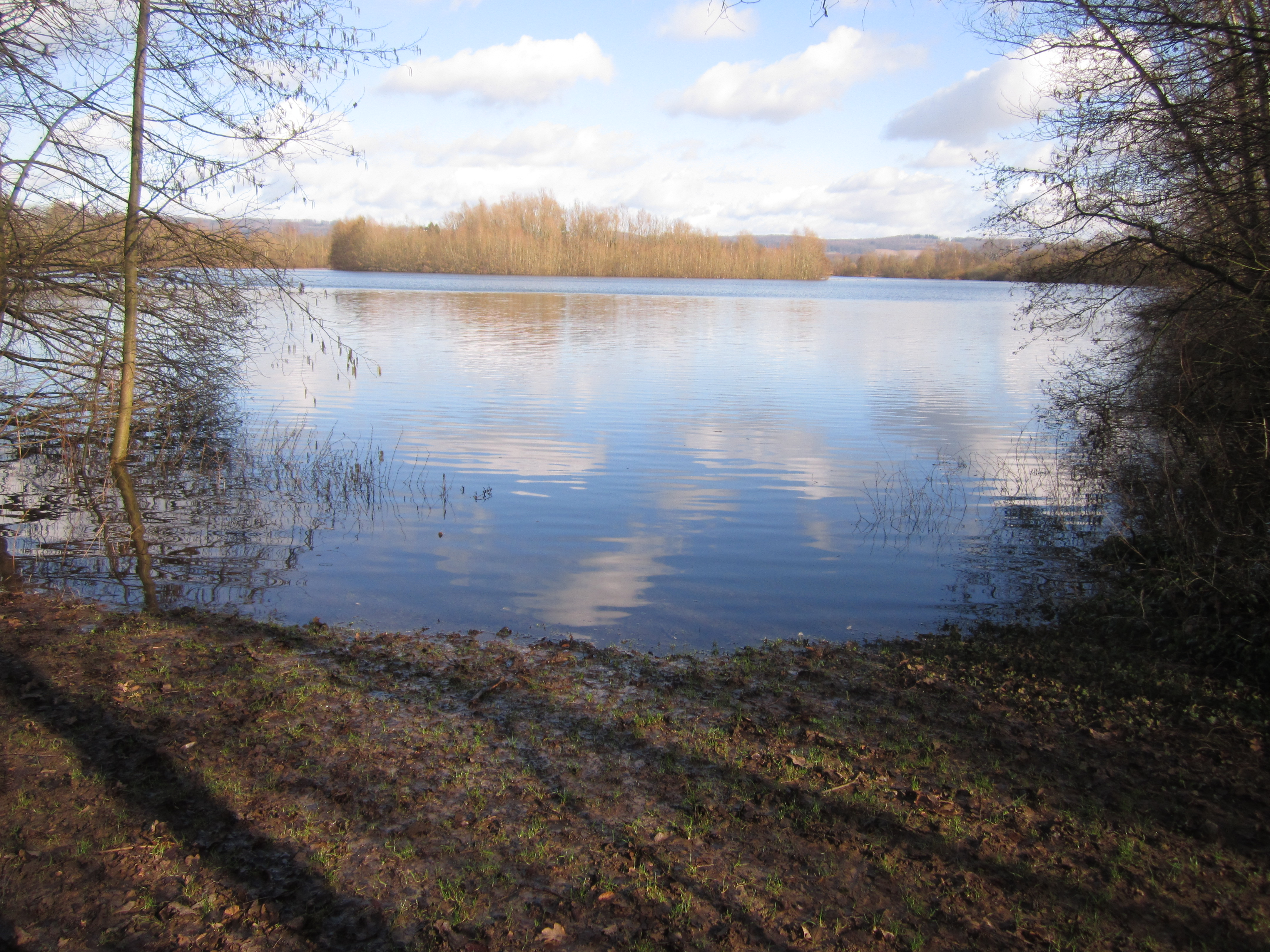
Krietfeldsee vom Südwestrand mit Blick auf große Insel im See

Das Landschaftsschutzgebiet Hartigsee mit etwa 37 Hektar Flächengröße liegt im Stadtgebiet Bad Salzuflen im Ortsteil Holzhausen. Es wurde 2004 mit dem Landschaftsplan „Bad Salzuflen“ durch den Kreistag des Kreises Lippe als Landschaftsschutzgebiet (LSG) ausgewiesen. Im Westen grenzt das Landschaftsschutzgebiet Moddenbach und im Norden und nordwestlich das Landschaftsschutzgebiet Beganiederung an das Schutzgebiet an.

## Beschreibung
Das LSG umfasst die beiden als Angelgewässer genutzten ehemaligen Sand-Abgrabungsgewässer Hartigsee und Krietfeldsee mit Uferbereichen. Das Schutzgebiet liegt in der überwiegend intensiv landwirtschaftlich genutzten Begaaue. Um die beiden Seen stehen vorwiegend gepflanzte Weiden. In Teilbereichen der Ufer stehen artenreiche Röhrichtanpflanzungen. Das Baden in beiden Seen ist verboten.
Der Hartigsee ist etwa 8 Hektar groß. Um den See verläuft ein Weg. Der See Hartigsee ist vom Sport-Fischer-Verein Bad Salzuflen e. V. gepachtet. Die Hauptfischarten sind Karpfen, Brassen, Weißfisch, Barsch, Zander, Hecht, Schleie und Aal. Vereinzelt kommen auch Welse vor.
Der Krietfeldsee ist 13,23 Hektar groß. Nur im Norden, Westen und Osten befinden sich Wege. In der Mitte des Sees befindet sich eine etwa 1,3 Hektar große, rundlich geformte Insel. Der See wird als Angelgewässer vom Lippischen Fischereiverein 1886 e. V. genutzt. Die Hauptfischarten sind Aal, Barsch, Hecht und Zander. Das Südufer ist zum Schutz der Natur eingezäunt und damit unzugänglich.
Der Landschaftsplan führt zum LSG aus: „Die Gewässer dienen vor allem als Angelgewässer. Sie haben erhebliche Bedeutung als Rastbiotop im Winter für Wasservögel, sind darüber hinaus aber auch potentiell wertvoll als Nahrungs- und Brutbiotop und dienen zusammen mit dem angrenzenden renaturierten Siekbereich des Moddenbaches als bedeutsamer Lebensraum vor allem für Amphibien und Libellen.“

## Schutzzwecke für das LSG
Laut Landschaftsplan erfolgte die Ausweisung des LSG:
- „zur Erhaltung und Wiederherstellung der Leistungsfähigkeit des Naturhaushaltes in ökologisch besonders wertvoll strukturierten Bereichen mit Wasser-, Klima- und Biotopschutzfunktionen,“
- „zur Erhaltung und Wiederherstellung von Quellbereichen und naturnahen Fließgewässern, Wald- und Grünlandbereichen unterschiedlicher Feuchtestufen, Feldgehölzen, Hecken und Obstwiesen,“
- „zur Erhaltung morphologisch ausgeprägter Bereiche zur Sicherung der landschaftlichen Eigenart und Vielfalt für die Erholung,“
- „zur Erhaltung wertvoller Biotopkomplexe aus Wald-Grünlandbereichen, Fließgewässern und Quellen sowie Biotopen nach § 62 LG mit wichtigen Refugial-, Puffer-, Trittstein- und Vernetzungsfunktionen,“
- „zur Erhaltung und Wiederherstellung wichtiger Rückzugsräume für die bedrohte Tier- und Pflanzenwelt,“
- „zur Sicherung der das Orts- und Landschaftsbild gliedernden und belebenden und die dörflichen Siedlungsstrukturen prägenden Freiraumelemente.“[1]

## Rechtliche Vorschriften
Im Landschaftsschutzgebiet ist unter anderem das Errichten von Bauten verboten. Grün- und Brachland darf nicht in eine andere Nutzungsart umgewandelt oder umgebrochen werden.